# 록샌 록샌
《록샌 록샌》(영어: Roxanne Roxanne)은 2017년 미국의 드라마 영화로, 래퍼 록샌 샨테이의 삶을 소재로 한 작품이다. 마이클 라넬이 연출했고 샨테이 애덤스가 주인공 록샌을 연기했으며, 이외에 마허샬라 알리, 니아 롱, 엘비스 놀래스코 등이 출연하였다. 2017년 선댄스 영화제에서 공개되었다.

## 출연진
- 샨테이 애덤스 - 록샌 샨테이
- 마허샬라 알리 - 크로스
- 니아 롱 - 페기
- 엘비스 놀래스코
- 케빈 필립스 - 말리
- 셔넬 에드먼즈